# Lista de clubes de futebol dos Emirados Árabes
Esta é uma lista de clubes de futebol dos Emirados Árabes Unidos.

## UAE League
- Ajman Club
- Al-Ahli Dubai
- Al Ain
- Al Dhafra
- Al-Jazira
- Al-Khaleej
- Al-Nasr
- Al-Shaab
- Al-Shabab
- Sharjah
- Al Wahda
- Al-Wasl
- Al-Mnya Fc